# Fábio Chiuffa
Fábio Rocha Chiuffa (* 10. März 1989 in Promissão) ist ein brasilianischer Handballspieler.

## Karriere
Fábio Chiuffa spielte bis 2014 beim brasilianischen Verein Metodista/São Bernardo. Anschließend wechselte der Linkshänder zum spanischen Erstligisten AD Ciudad de Guadalajara. In der Saison 2015/16 belegte er mit 172 Treffern den dritten Platz in der Torschützenliste der Liga ASOBAL. Im Sommer 2016 schloss sich der Außenspieler dem dänischen Erstligisten KIF Kolding København an. Eine Saison später wechselte er zum spanischen Erstligisten Naturhouse La Rioja. Ab dem Sommer 2018 ging er für den portugiesischen Verein Sporting Lissabon auf Torejagd. Ein Jahr später schloss er sich dem rumänischen Erstligisten HC Dobrogea Sud Constanța an. Im Sommer 2021 schloss er sich dem französischen Zweitligisten Cavigal Nice Handball an. Zur Saison 2022/23 kehrte er nach Guadalajara zurück.
Fábio Chiuffa gehört dem Kader der brasilianischen Nationalmannschaft an. Mit Brasilien nahm er 2011, 2013, 2015, 2017, 2019, 2021 und 2023 an der Weltmeisterschaft teil. Mit der brasilianische Auswahl gewann er bei den 16. Panamerikanischen Spielen in Guadalajara die Silbermedaille und bei den 17. Panamerikanischen Spielen in Toronto die Goldmedaille. Weiterhin gewann er 2016 mit Brasilien die Panamerikameisterschaft. Er gehörte bei den Olympischen Spielen 2016 sowie bei den Olympischen Spielen 2020 dem brasilianischen Kader an. Bei den Panamerikanischen Spielen 2023 gewann er mit dem Team die Silbermedaille.